# Henri Gance
Henri Gance (París, 17 de març de 1888 – París, 29 de novembre de 1953) fou un aixecador francès que va competir a començaments del segle xx.
El 1920 va prendre part en els Jocs Olímpics d'Anvers, on disputà la prova del pes mitjà, per a aixecadors amb un pes inferior a 75 kg, del programa d'halterofília. En ella guanyà la medalla d'or amb un pes total de 245,0 kg alçats.